# Erich Obst
Karl August Erich Obst, född den 13 september 1886 i Berlin, död den 9 juni 1981 i Göttingen, var en tysk geograf.
Obst var 1910-12 ledare för en expedition till Tyska Östafrika. Från 1921 var han professor vid tekniska högskolan i Hannover. Bland hans skrifter märks Das abflusslose Rumpfschollenland im nördlichen Deutsch-Ostafrika (2 band, 1915-23), Die Vernichtung des deutschen Kolonialreichs in Afrika (1921), Die Wirtschaftsreiche in Vergangenheit und Zukunft (1922), Wirtschaftsgeographie von Grossbritannien und Irland (1925) och England, Europa und die Welt (1927). Åren 1924-44 var han redaktör för facktidskriften "Zeitschrift für Geopolitik".